# Єнс-Ерік Мадсен
Єнс-Ерік Мадсен  (дан. Jens-Erik Madsen, 30 березня 1981) — данський велогонщик, олімпійський медаліст.

## Виступи на Олімпіадах
| Олімпіада  | Дисципліна                                 | Місце  |
| ---------- | ------------------------------------------ | ------ |
| Пекін 2008 | Командна гонка переслідування, 4000 метрів | Срібло |